# Brian Afanador
Brian Afanador (ur. 6 marca 1997 w Utuado) – portorykański tenisista stołowy, trzykrotny olimpijczyk (2016, 2020 i 2024).
W 2016 jako pierwszy portorykański tenisista stołowy wziął udział w igrzyskach olimpijskich. Podczas ceremonii otwarcia igrzysk w Tokio w 2021 był chorążym reprezentacji Portoryka.

## Udział w zawodach międzynarodowych
| Impreza                        | Rok  | Miejsce        | Konkurencja       | Wynik        |
| ------------------------------ | ---- | -------------- | ----------------- | ------------ |
| Igrzyska olimpijskie           | 2016 | Rio de Janeiro | singel            | I runda      |
| Igrzyska olimpijskie           | 2020 | Tokio          | singel            | I runda      |
| Igrzyska olimpijskie           | 2024 | Paryż          | singel            | 1/64 finału  |
| Mistrzostwa świata             | 2017 | Duesseldorf    | singel            | 1/128 finału |
| Mistrzostwa świata             | 2017 | Duesseldorf    | gra podwójna      | 1/64 finału  |
| Mistrzostwa świata             | 2019 | Budapest       | singel            | 1/128 finału |
| Mistrzostwa świata             | 2019 | Budapest       | gra mieszana      | 1/32 finału  |
| Mistrzostwa świata             | 2021 | Houston        | singel            | 1/128 finału |
| Mistrzostwa świata             | 2021 | Houston        | gra podwójna      | 1/64 finału  |
| Mistrzostwa świata             | 2021 | Houston        | gra mieszana      | 1/32 finału  |
| Mistrzostwa świata             | 2022 | Chengdu        | turniej drużynowy | 22. miejsce  |
| Mistrzostwa świata             | 2023 | Durban         | singel            | 1/64 finału  |
| Mistrzostwa świata             | 2023 | Durban         | gra podwójna      | 1/64 finału  |
| Mistrzostwa świata             | 2023 | Durban         | gra mieszana      | 1/16 finału  |
| Mistrzostwa świata             | 2024 | Pusan          | turniej drużynowy | 1/64 finału  |
| Igrzyska olimpijskie młodzieży | 2014 | Nankin         | singel            | 1/16 finału  |
| Igrzyska olimpijskie młodzieży | 2014 | Nankin         | turniej drużynowy | 1/16 finału  |